# Fletcher Bay (Antarktika)
Die Fletcher Bay ist eine Bucht an der Ingrid-Christensen-Küste des ostantarktischen Prinzessin-Elisabeth-Lands. Sie ist eine Nebenbucht des Langnes-Fjords in den Vestfoldbergen. Weddellrobben bringen hier ihre Jungen zur Welt.
Das Antarctic Names Committee of Australia übertrug benannte sie am 26. Juli 1983 nach Lloyd Douglas Fletcher (* 1944), Mediziner auf der Davis-Station im Jahr 1978, der in jenem Jahr auch an der hier vorgenommenen Markierung von Robben beteiligt war.